# Habay
Habay (niem. Habich; wa. Habâ, Habê; lb. Habech) – miejscowość i gmina w południowo-wschodniej Belgii, w Regionie Walońskim, w prowincji Luksemburg, w okręgu Virton. 1 stycznia 2024 roku liczyła 8723 mieszkańców. 

## Podział administracyjny
W skład gminy wchodzi siedem dzielnic (section):
- Anlier (Ansler)
- Habay-la-Neuve (Neu-Habich)
- Habay-la-Vieille
- Hachy (Herzig)
- Houdemont
- Marbehan
- Rulles

## Współpraca
Miejscowości partnerskie:
- Beaumes-de-Venise, Francja
- Cottonport, Stany Zjednoczone
- La Tremblade, Francja
- Tortoreto, Włochy